# Las Torres Fraccionamiento
Las Torres Fraccionamiento är en ort i Mexiko.   Den ligger i kommunen San Juan del Río och delstaten Querétaro Arteaga, i den sydöstra delen av landet, 140 km nordväst om huvudstaden Mexico City. Las Torres Fraccionamiento ligger 1 937 meter över havet och antalet invånare är 113.
Terrängen runt Las Torres Fraccionamiento är kuperad åt sydost, men åt nordväst är den platt. Runt Las Torres Fraccionamiento är det ganska tätbefolkat, med 230 invånare per kvadratkilometer. Närmaste större samhälle är San Juan del Río, 4,7 km sydväst om Las Torres Fraccionamiento. Trakten runt Las Torres Fraccionamiento består i huvudsak av gräsmarker.